# Hassel – Förgörarna
Hassel – Förgörarna (även The Eliminators) är en svensk thrillerfilm från 2000, regisserad av Mikael Hylin.

## Handling
Långfilmen om kriminalpolisen Roland Hassel inleds med att man hittar en död kvinna på en Finlandsbåt, det visar sig att hon dött av en överdos. Hon hade svalt kondomer med knark för transport till Sverige. Roland Hassel kopplas in och får kämpa mot den ryska maffian då den försöker ta kontroll på den svenska knarkimporten. Till sin hjälp har han en rysk specialist Galina Kalinova, som egentligen är där som föreläsare om den ryska maffian. Men när Hassel frågar henne om hjälp så blir hon högst delaktig, hon har egna skäl för att bekämpa maffian.

## Rollista (urval)
- Lars-Erik Berenett - Roland Hassel
- Regina Lund - Galina Kalinova
- Thomas Hanzon - Johnny Strand
- Björn Gedda - Simon Palm
- Robert Sjöblom - Pelle Pettersson
- Cathrine Hardenborg - Myrna Clavebo
- Allan Svensson - Sune Bengtsson
- Leif Liljeroth - Yngve Ruda
- Göran Forsmark - Nils Ahlberg
- Ann-Sofie Rase - Rättsläkare
- Ingrid Janbell - Virena
- Lisa Werlinder - Ludmilla Baranova
- Tobias Kronqvist - Kaj Lilja
- Disa Gran - Elin
- Ingar Sigvardsdotter - Charlotte Adamsson
- Annika Olsson - Anita Ahlberg
- Olivia Stevens - Gullan